# Brodawnik aksamitny
Brodawnik aksamitny (Philepitta castanea) – gatunek małego ptaka z rodziny brodawników (Philepittidae). Endemiczny dla wschodniej części Madagaskaru. Nie wyróżnia się podgatunków.
Środowisko
Wilgotne lasy równikowe i ich obrzeża. Preferuje rejony, które nie mają zwartego podszytu.
Morfologia
Długość ciała wynosi 14–17 cm, masa ciała 25–45 g. Skok mierzy średnio 24,42 mm, skrzydło ok. 81,1 mm, ogon ok. 40,6 mm, a dziób ok. 16,79 mm. Samiec w szacie godowej posiada całkowicie czarne, błyszczące upierzenie i zielone korale nad oczami. W szacie spoczynkowej końce piór żółte. Samica z wierzchu brązowa, spód płowy w ciemnobrązowe prążki.
Zachowanie
Samce tokują zbiorowo. Występuje poligamia. Trzy zbadane w 1995 gniazda zbudowane były z mchów, wyściełane trawą i suchymi liśćmi; mieściły się na wysokości 5–7 metrów. W pierwszym i drugim gnieździe dokonano obserwacji inkubacji. Samica 49,44% czasu spędzała siedząc na gałęzi, pozostały czas poświęcała wysiadywaniu. W trakcie deszczu okres wysiadywania był dłuższy. W pierwszym z gniazd samiec niekiedy przylatywał w okolice gniazda i przepłaszał inne samce. W trzecim gnieździe nie zaobserwowano samca w okolicy. Brak informacji na temat szczegółowego czasu inkubacji, jednak jest to co najmniej 13 dni. Opis pochodzący z 1973 roku mówi o 3 białych jajach, natomiast w trzecim z obserwowanych gniazd zaobserwowano 2 pisklęta.
Głos
Wysoki, melodyjny gwizd psseeeet.
Pożywienie
Owoce roślin z rodzaju Cleodendrum (jasnotowate), goździkowców, jaśminów, Psychotria i Saldinia z rodziny marzanowatych oraz owoce rośliny z gatunku Oncostemon leprosum z rodziny Myrsinaceae z rzędu wrzosowców.
Status
Międzynarodowa Unia Ochrony Przyrody (IUCN) uznaje brodawnika aksamitnego za gatunek najmniejszej troski (LC – least concern) nieprzerwanie od 1988 roku. Liczebność populacji nie została oszacowana, ale ptak ten opisywany jest jako dość pospolity. Trend liczebności populacji uznawany jest za spadkowy ze względu na utratę siedlisk.